# Parietaria lusitanica
Parietaria lusitanica là loài thực vật có hoa trong họ Tầm ma. Loài này được L. mô tả khoa học đầu tiên năm 1753.